# 半径5メートル
『半径5メートル』（はんけい5メートル）は、2021年4月30日から6月25日まで、毎週金曜日の22時00分 - 22時44分に、NHK総合『ドラマ10』で放送されたテレビドラマ。主演は芳根京子。脚本家である橋部敦子のオリジナル作品。チーフ演出は映画監督の三島有紀子 。三島、橋部とプロデューサーの勝田夏子で企画された。
芸能ゴシップを追う「一折（いちおり）」班で失態を演じ、生活情報を取り上げる「二折（におり）」班に異動になった週刊誌女性記者がベテラン名物女性記者とバディを組み、記事にもならないような女性たちの身近な問題、いわゆる「半径5メートル」における人間模様を伝えていくさまを描く。

## キャスト
前田風未香（まえだ ふみか）
演 - 芳根京子（14歳時：石井心咲）
女性週刊誌『女性ライフ』2折班所属の若手編集者。最初は芸能ゴシップを追いかける1折班にいたが、スクープ撮り逃しの失敗を犯し、「半径5メートル」の関心事を扱う2折班に異動。テンパると口が悪くなる。そして、簡単に男とする軽い女でもある。
山辺晃人
演 - 毎熊克哉
女性週刊誌『女性ライフ』1折班所属のフリーランス記者。風未香は山辺の「顔がタイプ」。人の懐にするっと入っていくのが得意。記者として食べていけない時期に出張ホストをしたことがある。
大沼亜希
演 - 真飛聖
女性週刊誌『女性ライフ』編集長。物言いは厳しいことも多いが、部下たちを温かく見守っている。息子がいるワーキングマザー。
藤川ますみ
演 - 山田真歩
女性週刊誌『女性ライフ』2折班所属の編集者。小学生の娘がいて夫は単身赴任。川柳と和物が好き。発言は、基本、辛口。
海老原香織
演 - 北村有起哉
女性週刊誌『女性ライフ』2折班所属の編集者。知的でエレガントなトランスジェンダー女性。7年前に妻と離婚。娘が一人いる。
丸山洋平
演 - 尾美としのり
女性週刊誌『女性ライフ』2折班のデスク。いつも趣味のコーヒーを班員たちに振る舞ってくれる。子どもたちが手を離れ、妻と二人暮らし。
亀山宝子（かめやま たからこ）
演 - 永作博美
女性週刊誌『女性ライフ』2折班所属で、「さすらいのオバハンライター」コーナーが人気のフリーランス名物記者。 物事に対して、いつもひと味違う独自の視点とアプローチで迫り、風未香に刺激を与える。手首の赤いミサンガには何か秘密があるらしい。

### ゲスト
第1話
寺本友里
演 - 前田亜季
SNS主婦。通称は「アゲハさん」。
寺本久典
演 - 黒田大輔
友里の夫。
浅田航
演 - 倉悠貴（第5話・最終話）
俳優。
田端博紀
演 - 三浦誠己（第5話・最終話）
女性週刊誌『女性ライフ』1折班のデスク。
綿貫さゆり
演 - 緒川たまき（最終話）
女優。
三田順平
演 - 俵木藤汰
こんにゃく農家。
赤木圭吾
演 - 梅垣義明
第2話
絵美
演 - 片岡礼子
丸山の妻。
レイジ
演 - 木村達成
風未香が取材した出張ホスト。
清水
演 - 池田良
絵美の担当医師。
第3話
祥子
演 - いしのようこ
風未香の母。
和彦
演 - 小林隆
風未香の父。
いずみようじ
演 - 塚本晋也
風未香の愛読書の絵本作家。
第4話
怜奈
演 - 上野鈴華
香織の娘。SNSで相手が香織と知らずにやり取りをしている。
甲斐知美
演 - 堀夏子
香織の元妻。
市川満
演 - 岩田知幸
第5話、第6話
巻上俊彦
演 - 緒形直人
宝子の過去の鍵を握る男性。元大手製菓会社の社長。
沢渡大吾
演 - 玉置玲央
俳優。
藤田明夫
演 - 大澄賢也
ネタ提供者。
村井
演 - 川島潤哉
上野智治
演 - 金井勇太
『週刊事実』の記者。
立花早苗
演 - 毬谷友子
巻上が身を寄せる愛知県西尾市の児童養護施設の園長。
森岡忠彦
演 - 羽場裕一
女性活躍担当大臣だが、以前からセクハラ三昧の疑惑のある代議士。10年前に彼の告発記事を執筆しようとした鶴川ゆう(宝子のペンネーム)と巻上を、捏造記事を流布させて、社会的に失脚させた。
瀬川ちなつ
演 - 小野ゆり子
子供の頃から立花の児童養護施設で育った。10年前、森岡の秘書をしていた時にセクハラ被害を受け、施設の後援者だった巻上に相談をしていた。
内山結衣
演 - 新井美羽（第6話）
中学生。
第7話
青葉美砂子
演 - 阿川佐和子
美術評論家。
藤川あかり
演 - 野澤しおり
ますみの娘。
藤川隆弘
演 - 竹井亮介
ますみの夫。
小谷明
演 - 江良潤
プロ棋士（6段）。田山の夫。
田山晴子
演 - 松浦佐知子
プロ棋士（5段）。小谷の妻。
漫画家の夫妻
演 - 世志男
演 - 村松えり
第8話
阿南凛
演 - 須藤理彩
風未香の高校生時代の塾の恩師。いわゆる「就職氷河期世代」。
須川恵美子
演 - 渡辺真起子
インフルエンサー。非正規社員として尽くしてきたが、理不尽な雇い止めに遭ったらしく「野良犬」名義で活動している。阿南と同じ「就職氷河期世代」。
金崎美子
演 - 梅舟惟永
須川恵美子の弁護士。

最終話
興津美咲
演 - 西原亜希
ITベンチャー企業の社長。俳優・浅田航の新恋人と噂されている。

## スタッフ
- 作 - 橋部敦子、川﨑いづみ（第7話）、藤平久子（第8話、最終話）
- 演出 - 三島有紀子[2][3]、岡田健、黛りんたろう（第7話）、北野隆（第8話）
- 音楽 - 田中拓人
- 挿入歌 - 「5 meters」（作詞：三島有紀子 / 作曲：田中拓人）
- 制作統括 - 勝田夏子、岡本幸江

## 放送日程
| 各話   | 放送日  | サブタイトル                      | 脚本       | 演出         |
| ------ | ------- | --------------------------------- | ---------- | ------------ |
| 第1話  | 4月30日 | おでんおじさん                    | 橋部敦子   | 三島有紀子   |
| 第2話  | 5月07日 | 出張ホスト百人斬り                | 橋部敦子   | 三島有紀子   |
| 第3話  | 5月14日 | 私はこれを捨てられません          | 橋部敦子   | 岡田健       |
| 第4話  | 5月21日 | なりすましにご用心                | 橋部敦子   | 岡田健       |
| 第5話  | 5月28日 | 黒いサンタクロース（前編）        | 橋部敦子   | 岡田健       |
| 第6話  | 6月04日 | 黒いサンタクロース（後編）        | 橋部敦子   | 岡田健       |
| 第7話  | 6月11日 | ワンオペ狂騒曲                    | 川﨑いづみ | 黛りんたろう |
| 第8話  | 6月18日 | 野良犬は野垂れ死ぬしかないってか? | 藤平久子   | 北野隆       |
| 最終話 | 6月25日 | ここから始まる                    | 藤平久子   | 岡田健       |

## その他
- 2021年6月2日放送の同局制作の『あさイチ』にて、本番組とのコラボレーション企画が放送され、宝子役の永作がゲストとして登場した[9][10]。